# Meizon
De Meizon (Spaans: Sol de Mayo) of Incazon is een van de nationale symbolen van Argentinië en Uruguay. De zon staat zowel op de vlag van Argentinië als op de vlag van Uruguay. Het symbool is een weergave van de Inca-zonnegod Inti. De afbeelding is een replica van een afbeelding op de eerste Argentijnse munt uit 1813, waarvan de waarde gelijk was aan acht escudos (Spaanse dollars). De zon had zestien rechte en zestien golvende stralen.

Meizon op de Argentijnse vlag, 1818
Meizon op de Uruguayaanse vlag, 1828

De term "Meizon" verwijst naar de Meirevolutie die in de week van 18 tot 25 mei 1810 plaatsvond en het begin markeerde van de onafhankelijkheidsstrijd van de landen die destijds het Onderkoninkrijk van de Río de la Plata vormden tegen Spanje.